# Torre Alfonsina
La torre Alfonsina è stata una torre costiera di avvistamento di Castellammare di Stabia.

## Storia e descrizione
Nel periodo compreso tra il 1451 e il 1453, per volere di Alfonso V d'Aragona, Castellammare di Stabia fu interessata da una serie di interventi atti a rafforzare le fortificazioni difensive della città: tale interventi riguardarono il rifacimento delle mura, il restauro del castello e la costruzione di una torre, chiamata Alfonsina, situata nei pressi della porta di piazza Fontana Grande, a ridosso del mare, la quale era direttamente collegata al castello tramite un camminamento lungo il ciglio della collina. Nei pressi della torre Alfonsina fu inoltre edificata una torre di ridotte dimensioni chiamata torre piccola della fontana. Il complesso di opere costò circa 2 000 ducati e furono realizzate da Gentile de Iulio e Ruggiero de Aurilia; lo stesso Alfonso d'Aragona venne in visita in città nel 1452 per constatare lo stato di avanzamento dei lavori.
La torre Alfonsina, persa la sua funzione difensiva, venne utilizzata come sede della capitaneria di porto, per poi essere abbattuta nel 1905 per consentire il passaggio della tranvia per Sorrento.